# Colzium House

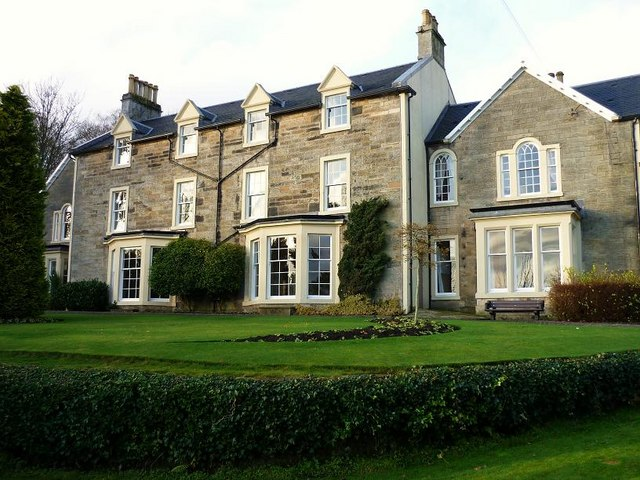
Colzium House

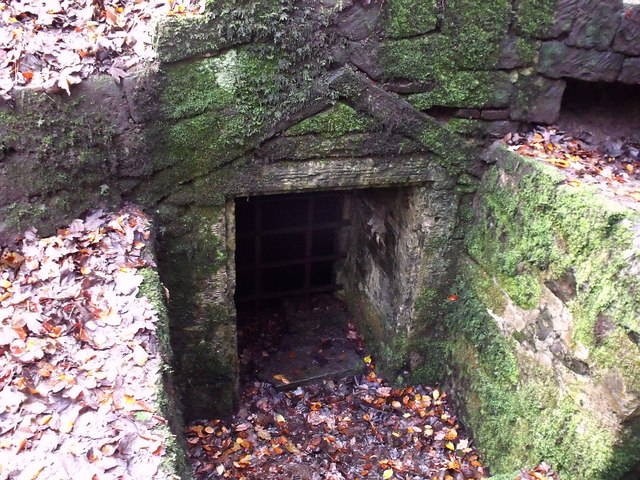
Eingang des Eishauses

Colzium House ist ein Herrenhaus in der schottischen Stadt Kilsyth in North Lanarkshire. Es befindet sich in einem kleinen Wald etwa einen Kilometer östlich der Stadt. 1979 wurde das Colzium House in die schottischen Denkmallisten in der Kategorie B aufgenommen.

## Geschichte
Die Ländereien von Colzium House waren bereits Jahrhunderte vor dessen Errichtung Standort von Wehrbauten. Südöstlich befand sich eine Motte, die eventuell mit hölzernen Bauwerken befestigt war, von denen jedoch keine Überreste mehr auffindbar sind. Nördlich von Colzium House befand sich die aus dem 15. Jahrhundert stammende Burg Colzium Castle. Sie gehörte den Edmonstones of Duntreath und war einer der Schauplätze der Schlacht von Kilsyth im Jahre 1645. Wahrscheinlich wurde Colzium Castle im Jahr 1703 zerstört und aufgegeben. Heute ist nur noch ein Mauerfragment dieses Bauwerks erhalten, das einen Teil der Umfriedungsmauer des Anwesens bildet.
Der Bau von Colzium House wurde im Jahre 1783 begonnen. Architektonisch stellt es eine Mischung aus dem regionalen Baustil und Elementen der Renaissancearchitektur dar. Zu dem Hauptgebäude gehören verschiedene Außengebäude auf dem Anwesen, darunter ein Eishaus. Seit 1937 befindet sich das Gebäude im Besitz des Burghs Kilsyth. Es beherbergt ein kleines Museum und kann zu festlichen Anlässen angemietet werden.